# Kresikan
Kresikan is een bestuurslaag in het regentschap Tulungagung van de provincie Oost-Java, Indonesië. Kresikan telt 4052 inwoners (volkstelling 2010).